# Brzana pospolita

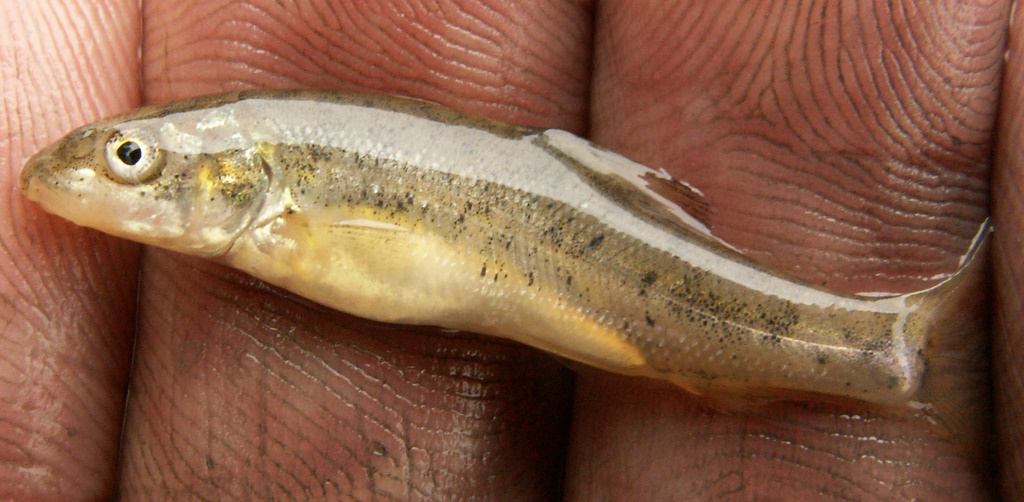
Młody osobnik

Brzana pospolita, brzana (Barbus barbus) – gatunek słodkowodnej ryby  z  rodziny karpiowatych (Cyprinidae).

## Występowanie
Występuje w  dorzeczach Loary, Rodanu, Renu, Dunaju, Łaby, Odry, Wisły, Tamizy, Niemna, Dniestru i Dniepru. Introdukowana we Włoszech i Maroku. Bywa hodowana w akwariach.
Ryba typowo rzeczna. Przebywa zazwyczaj w miejscach o twardym, kamienistym lub kamienisto-żwirowym dnie i szybkim nurcie. Osobniki młode najczęściej przebywają bliżej brzegu, starsze zaś w głównym nurcie, w głębszej wodzie. Młode brzany są wrażliwe na spadek zawartości tlenu w wodzie.

## Cechy morfologiczne
Ciało długie, niskie i walcowate. Otwór gębowy dolny, wysuwany, zaopatrzony w dwie pary wąsików. Oczy skierowane nieco ku górze. Płetwa ogonowa głęboko wcięta. Ostatni promień płetwy grzbietowej jest twardy i gruby, na tylnej krawędzi ząbkowany. Liczba łusek w linii nabocznej 55–65.
Grzbiet oliwkowozielony lub ciemnoszary, boki jaśniejsze, brzuch biały. Płetwy grzbietowa i ogonowa szare z ciemniejszym obrzeżeniem, pozostałe płetwy czerwonawe. Wydaje dźwięki podobne do świstu lub syku. Osiąga przeciętnie około 70 cm.
Wędkarski rekord Polski: 7,00 kg i 85 cm długości (2000).

## Odżywianie
Głównym pokarmem są larwy owadów wodnych (muchówki, chruściki, widelnice, jętki) oraz kiełże, mięczaki i skąposzczety, rzadziej małe ryby.

## Rozród
Samce dojrzewają płciowo w 2 lub 3 roku życia, samice w wieku 4–5 lat. Tarło odbywa się etapami od V do VIII, w temperaturze 15–18 °C, na piaszczystym lub kamienistym podłożu w płytkiej wodzie. U samca na grzbiecie i głowie występuje wysypka tarłowa. Ikra jest przyklejana do kamieni lub piasku. Wylęg następuje po 6–8 dniach. Młode brzany mają około 9 mm długości zaraz po wykluciu, a po 3 tygodniach osiągają długość 3 cm. Po roku brzana ma około 12 cm. W następnych latach przyrost wynosi około 5 cm. W wieku 13 lat długość wynosi około 50 cm.

## Znaczenie gospodarcze
Na niektórych obszarach brzana ma duże znaczenie gospodarcze. Chętnie łowiona na wędkę na grunt, spławik oraz spinning. Ze względu na wrażliwość na spadek zawartości tlenu w wodzie wykorzystuje się je jako bioindykatory w procesach uzdatniania wody. Ikra brzany jest trująca. W okresie tarła trujące mogą być również mięśnie jamy brzusznej. Zatrucie u człowieka objawia się biegunką i wymiotami.

## Ochrona
| Wymiar ochronny | 40 cm       |
| Okres ochronny  | 1.I – 30.VI |